# 诺里斯赛道
诺里斯赛道（Norisring）是纽伦堡的一个街道赛道。因为这个城市的德文名会导致与纽博格林赛道混淆，所以选择了旧名称诺里斯。这条简单的赛道长度大约2,300（1.4英里）。